# Hybomys lunaris
Hybomys lunaris är en däggdjursart som först beskrevs av Thomas 1906.  Hybomys lunaris ingår i släktet Hybomys och familjen råttdjur. IUCN kategoriserar arten globalt som sårbar. Inga underarter finns listade i Catalogue of Life.
Arten förekommer i Ruwenzoribergen i västra Uganda och östra Kongo-Kinshasa. Den lever i regioner som ligger 1830 till 2440 meter över havet. Hybomys lunaris är aktiv på dagen och har tropiska bergsskogar som habitat.
En individ hade en kroppslängd (huvud och bål) av 10,8 cm, en svanslängd av 11,5 cm samt 2,5 cm långa bakfötter och 1,7 cm stora öron. Viktuppgifter saknas. Djuret liknar Hybomys univittatus i utseende men pälsfärgen är olivbrun till svartbrun utan inslag av röd. På låren förekommer en ljusbrun strimma och undersidan är likaså ljusbrun. Djuret har svartbruna hår på toppen av händer och fötter. Den näsan nakna svansen är uppdelad i en svart ovansida och en ljusare undersida. Kraniets form varierar beroende på utbredning.